# São Cristóvão (bairro do Rio de Janeiro)
O Bairro Imperial de São Cristóvão é um bairro da Zona Norte  município do Rio de Janeiro, no Brasil. Seu povoamento lusitano começou com a fundação da Igreja de São Cristóvão em 1627, então à beira-mar. Na época, os pescadores amarravam as suas embarcações junto às portas da igreja para comparecer às missas, e logo tornou-se uma vila de pescadores e comerciantes. Em 1803 ergueu-se um casarão sobre uma colina, da qual se tinha uma boa vista da baía de Guanabara, que ficou conhecido como "Paço de São Cristóvão", o qual foi escolhido por D. João VI para ser o Palácio Real da Casa de Bragança, sete anos mais tarde; o que foi mantido mesmo após da Independência do Brasil; tornando-se o Palácio Imperial; sendo vizinhado por outros solares onde residiam as famílias da nobreza; o que lhe deu a alcunha de Bairro Imperial. Com o golpe de estado que instalou a república, a elite se redirecionou para os jovens bairros de Botafogo e Copacabana, e o Palácio tornou-se a atual sede da Assembleia Nacional Constituinte de 1891 e posteriormente do Museu Nacional, tendo sido destruído por incêndio em 2018.
Faz limite com os bairros históricos de Caju e Santo Cristo, com os movimentados e recentes bairros de Benfica, Praça da Bandeira, Maracanã, com a Mangueira e com o bairro do Vasco da Gama.

## História
No local do atual bairro, havia uma aldeia indígena dos tamoios, da tribo dos araroues, aliados dos franceses quando do estabelecimento da França Antártica. Dizimados na campanha de 1567, em seu lugar estabeleceram-se os temiminós de Arariboia, que, na região, teriam estabelecido uma nova aldeia com o nome cristão do seu líder: Martinho.
A colonização efetiva da área se daria ao longo do século XVII, com a fundação da Igreja de São Cristóvão em 1627, então à beira-mar. Afirma-se que, à época, os pescadores amarravam as suas embarcações junto às portas da igreja para comparecer às missas. Outro eixo integrador era o Caminho de São Cristóvão, primitiva via que ligava a cidade do Rio de Janeiro aos engenhos de açúcar e roças do interior.
A prosperidade do comércio surgido no entroncamento do ancoradouro com a antiga via fez surgir uma vila denominada de São Cristóvão, nome do padroeiro da igreja.

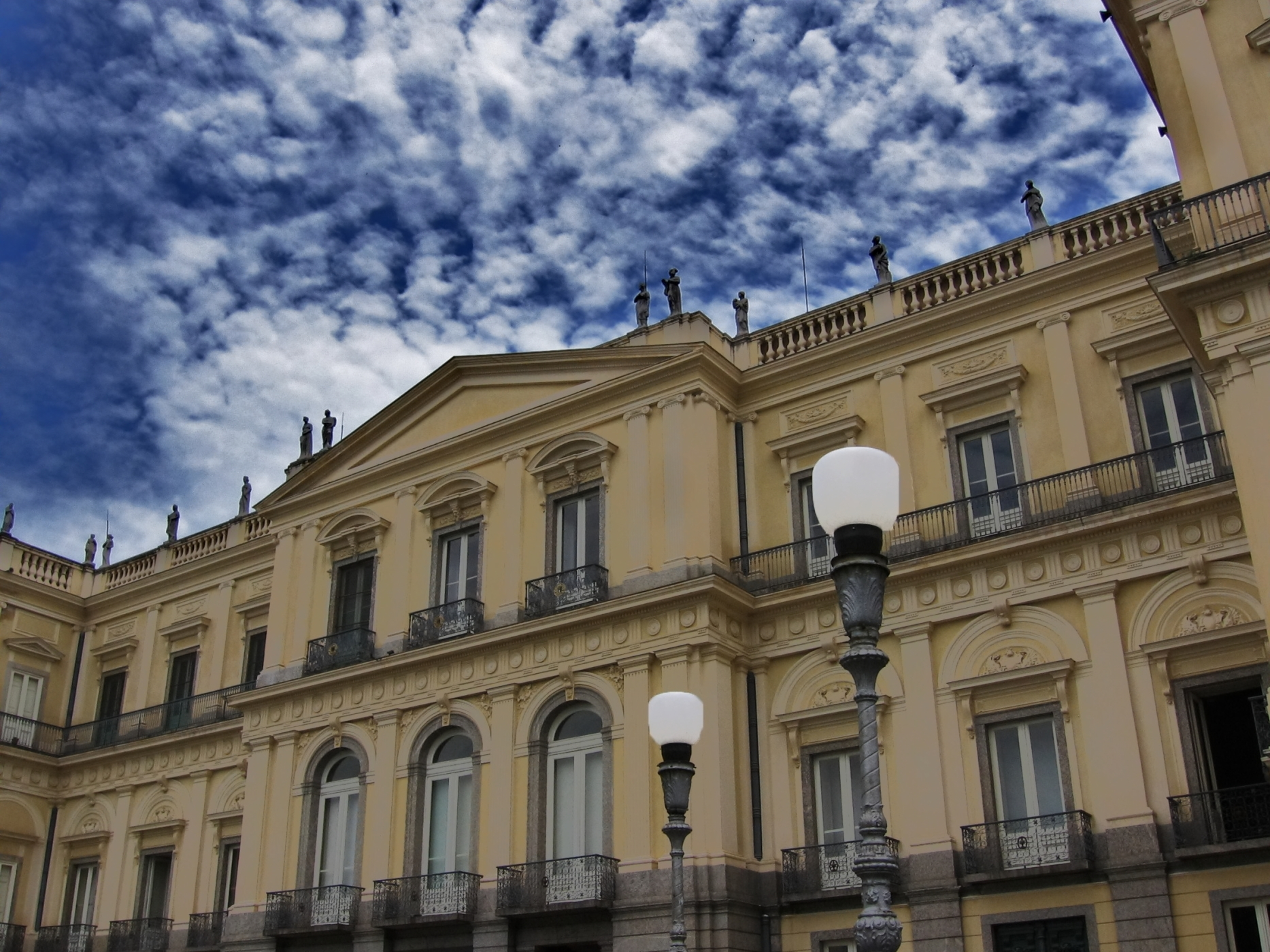
O Palácio de São Cristóvão

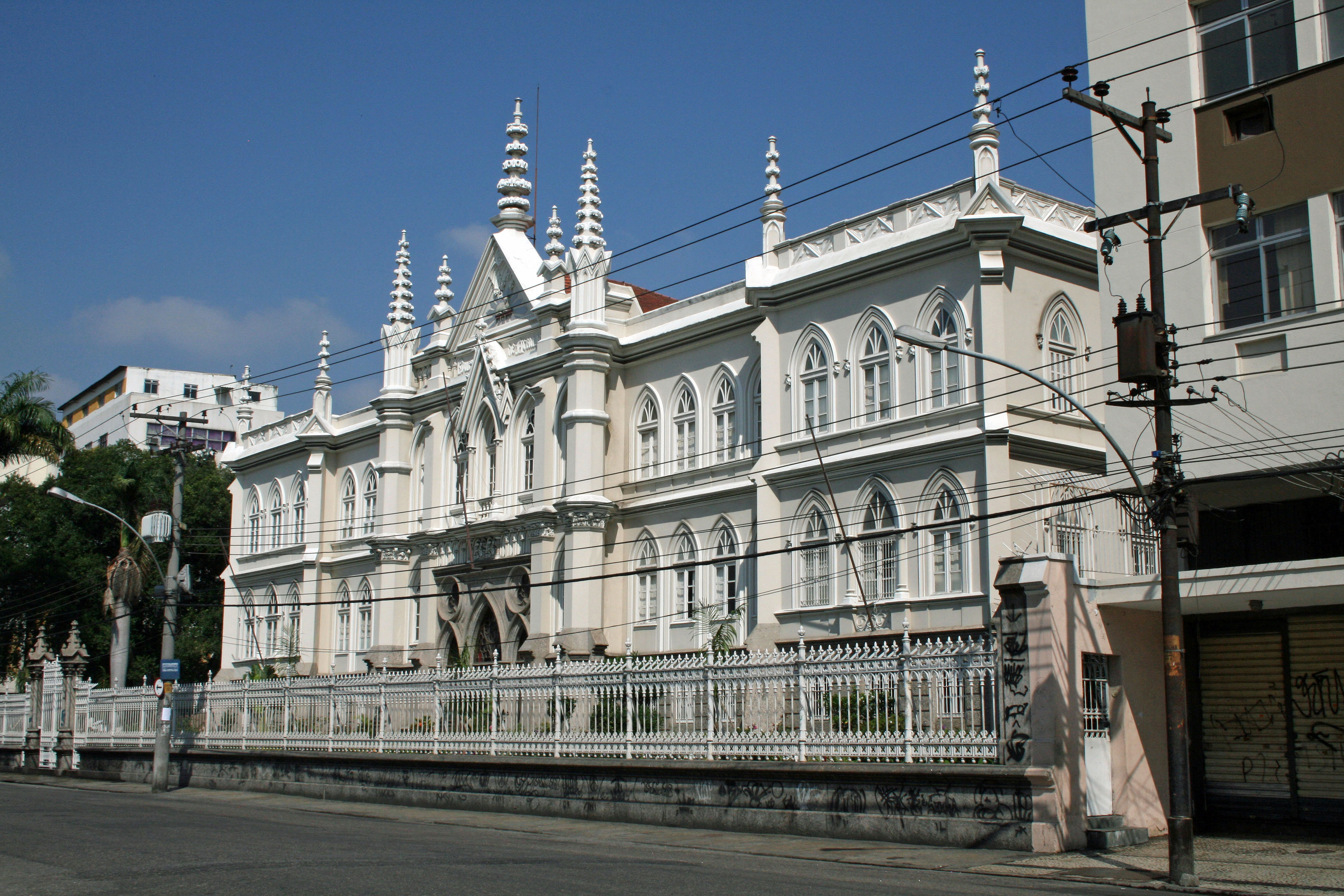
Educandário Gonçalves de Araújo, fundado em São Cristóvão em 1900.

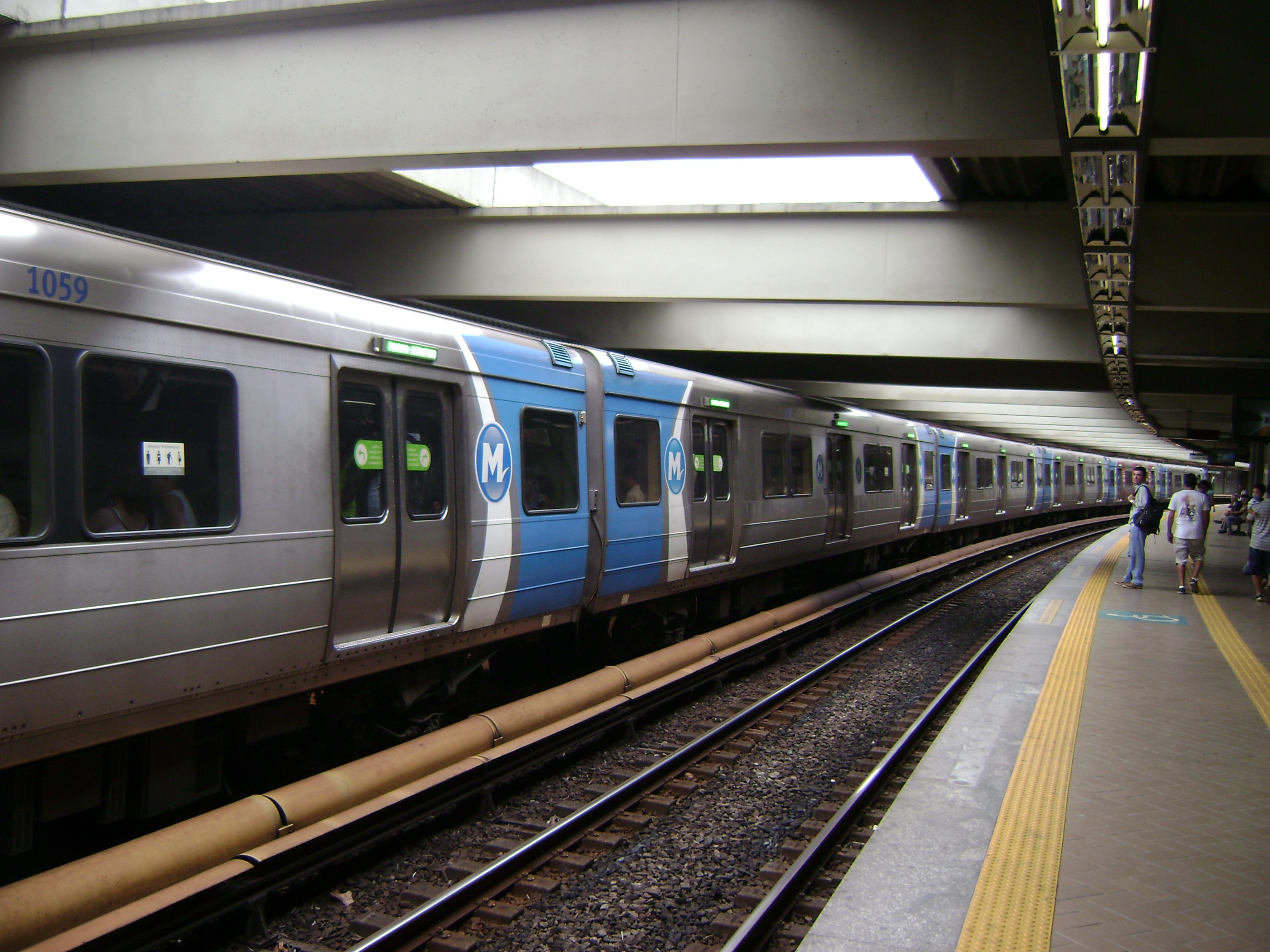
Estação São Cristóvão de metrô e trem

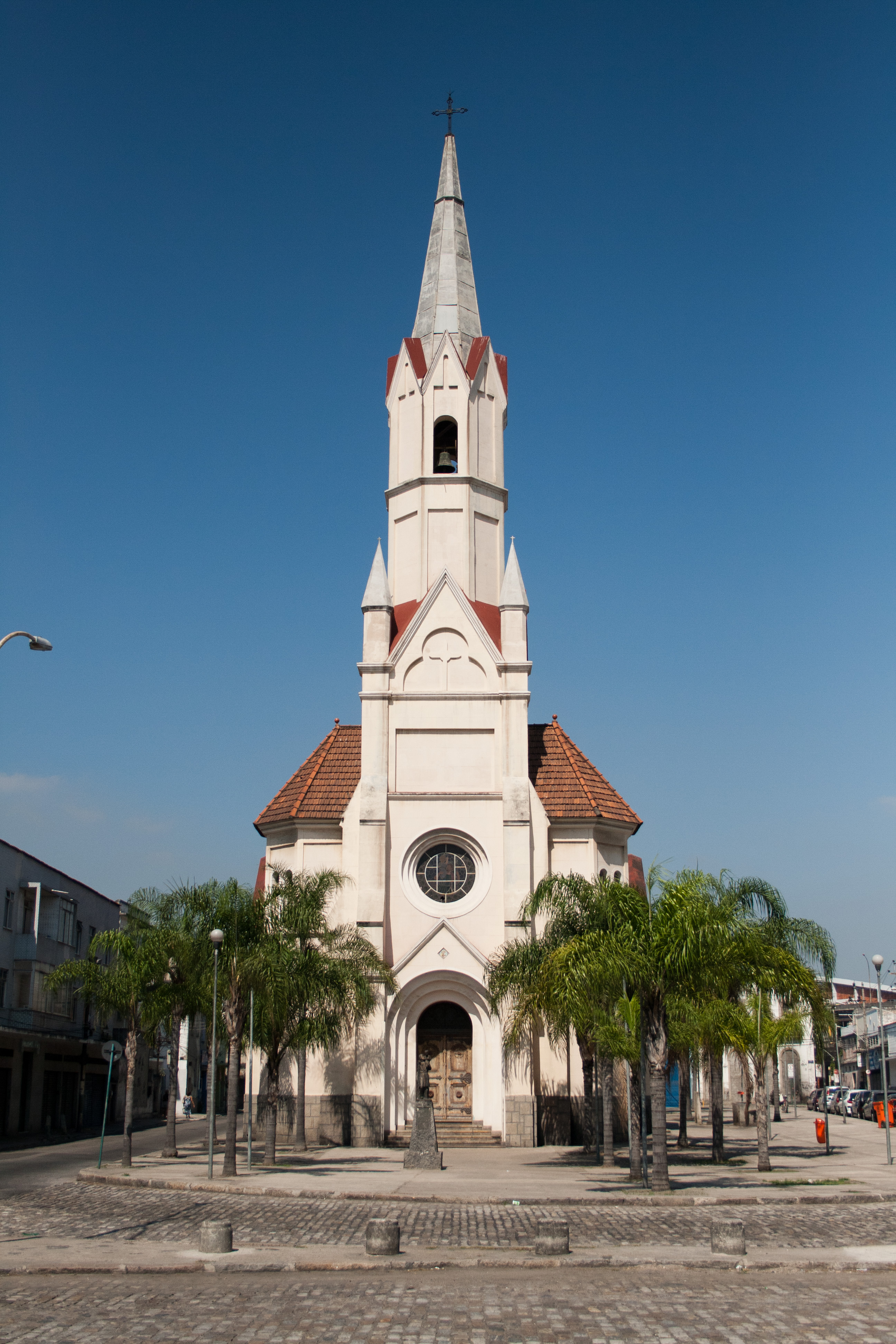
Igreja de São Cristóvão, na Praça Padre Séve

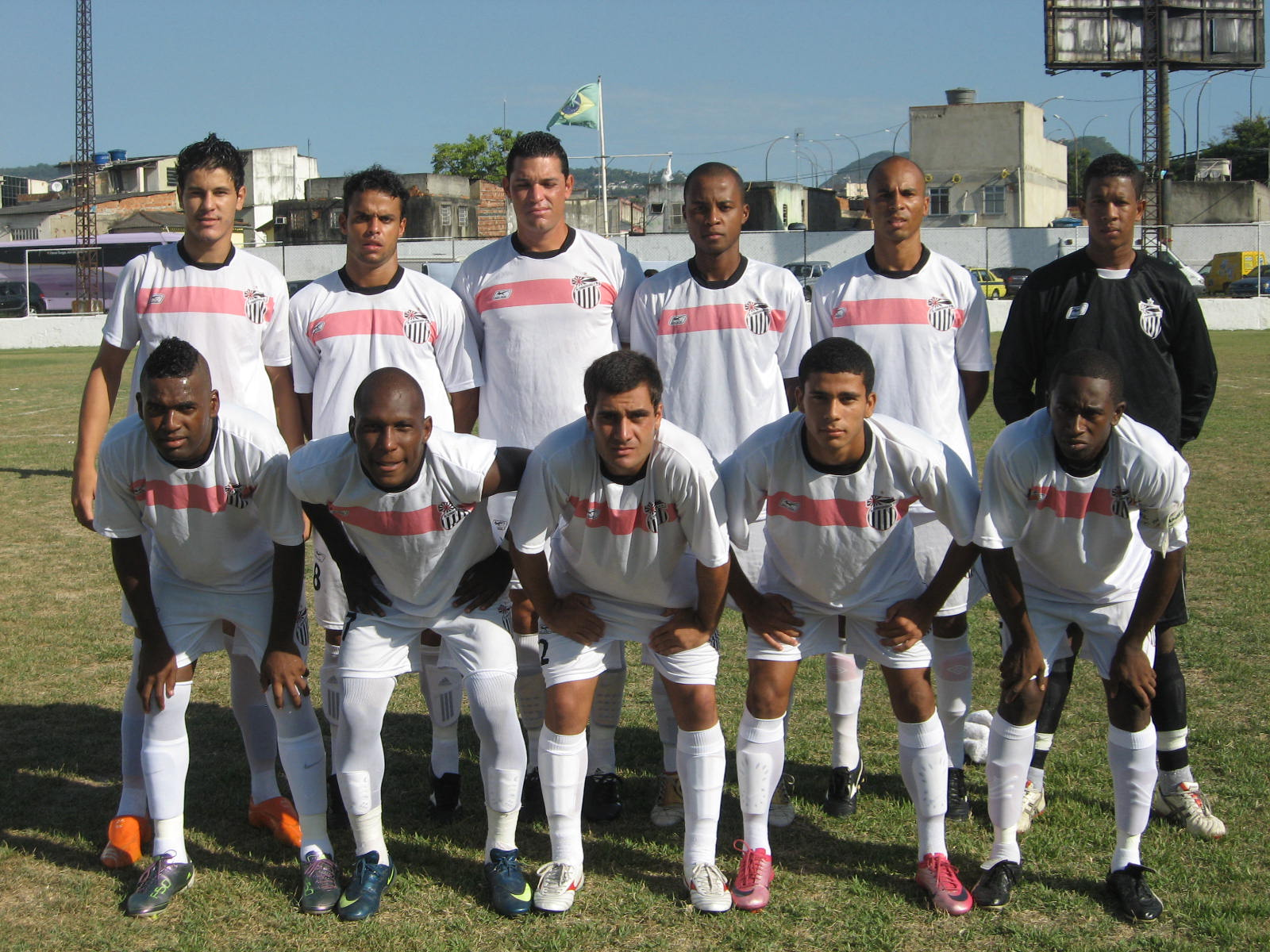
Equipe profissional do São Cristóvão de Futebol e Regatas em 2011

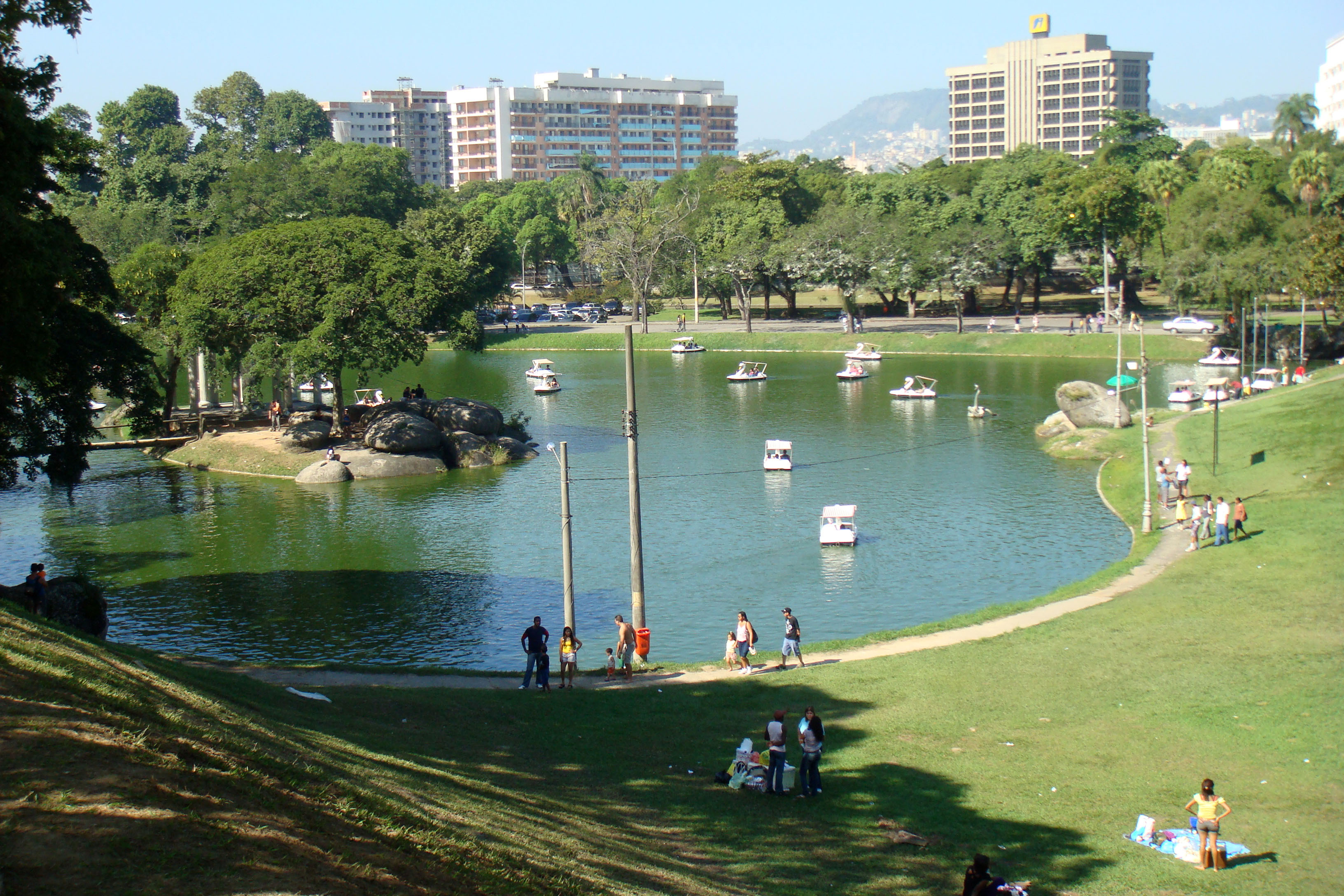
Vista do parque da Quinta da Boa Vista.

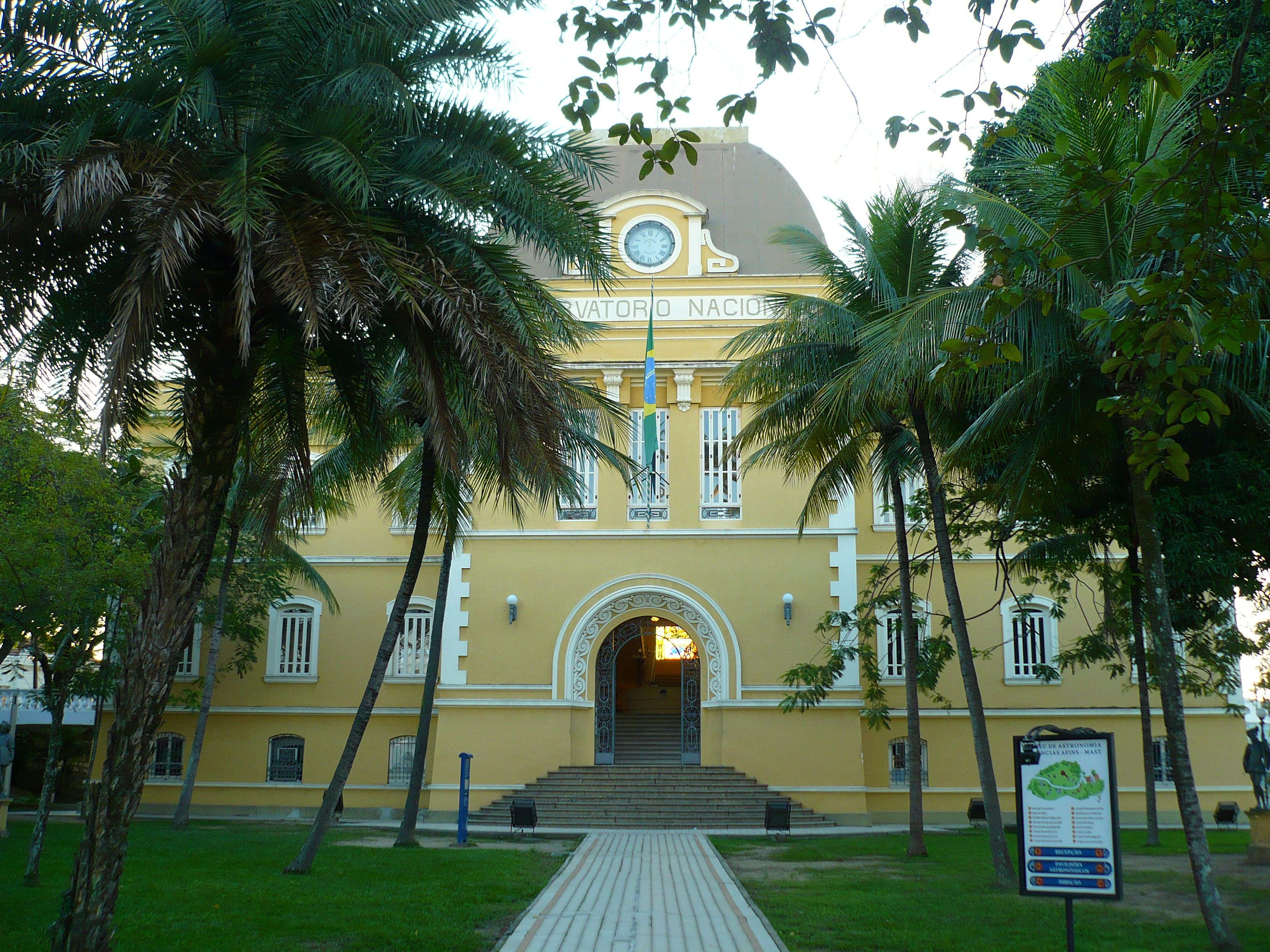
Fachada do antigo prédio do Observatório Nacional, agora Museu de Astronomia e Ciências Afins, em São Cristóvão.

### Século XVIII
Em 1759, o Marquês de Pombal ordenou a expulsão dos jesuítas, e o governador da Capitania do Rio de Janeiro confiscou as terras de São Cristóvão aos jesuítas. As fazendas da região foram divididas em quintas e sítios menores, entre os quais a Quinta da Boa Vista. A sede da Fazenda São Cristóvão foi transformada em hospital, o Hospital dos Lázaros, em 1765, existindo até os dias de hoje.

### Século XIX
O bairro começou a adquirir posição de destaque no cenário carioca a partir de 1810, quando o príncipe-regente dom João adotou o Paço da Quinta da Boa Vista como sua residência oficial. Entretanto, o mar incomodava e manguezais e pântanos se estendiam pela região, incomodando os moradores com insetos e mau cheiro. Assim, em torno da quinta, cresceram casarões, pavimentaram-se ruas, instalou-se iluminação pública.

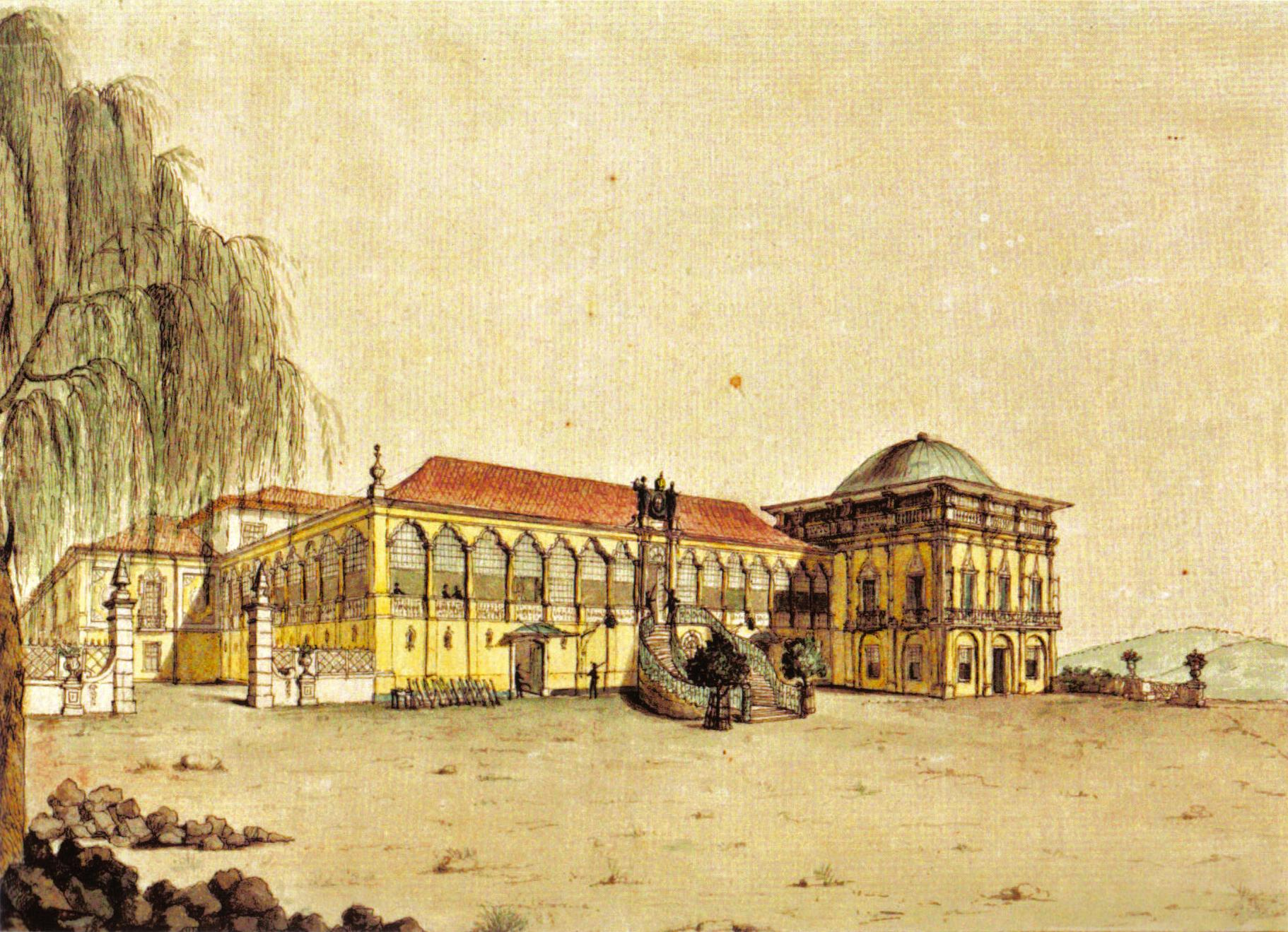
Paço de São Cristóvão, atual Museu Nacional, na Quinta da Boa Vista. Foi residência da família de D. João VI e da Família Imperial Brasileira. De Jean-Baptiste Debret, em 1817.

A nobreza mudou-se para o bairro (a Marquesa de Santos possuía uma casa no bairro, a qual abriga, atualmente, o Museu do Primeiro Reinado). Ao longo do século XIX, o mar foi aterrado em vários metros (o acesso à Igreja de São Cristóvão passou a ser a pé) e os pântanos erradicados.
A família real portuguesa residiu no Paço de São Cristóvão até o regresso de dom João VI a Portugal. Seu filho Pedro I do Brasil partiu de viagem do Largo da Cancela, em frente à quinta, na viagem na qual declararia a Independência do Brasil, em 1822. Seu herdeiro, o futuro imperador Pedro II, nasceu e cresceu no bairro e, de lá, governou o Brasil por quase meio século.
Ao longo do reinado de dom Pedro II, a partir de São Cristóvão, iniciou-se a instalação de indústrias e a modernização da cidade com a instalação de uma central de telefones (a primeira linha da América do Sul servia o Paço de São Cristóvão) e uma rede de postes à luz elétrica nas ruas. O imperador ainda inaugurou o Observatório Nacional do Rio de Janeiro, centro de estudos avançados em astronomia e, ainda hoje, um dos principais centros dessa ciência no Brasil. A industrialização mudou o perfil do bairro, já não mais um lugar tranquilo próprio para o passeio de famílias e, a partir do final do século XIX, iniciou-se a deterioração das construções mais antigas. A queda do império ocasionou a transformação do paço em museu, com a instalação do Museu Nacional da Universidade Federal do Rio de Janeiro no local.

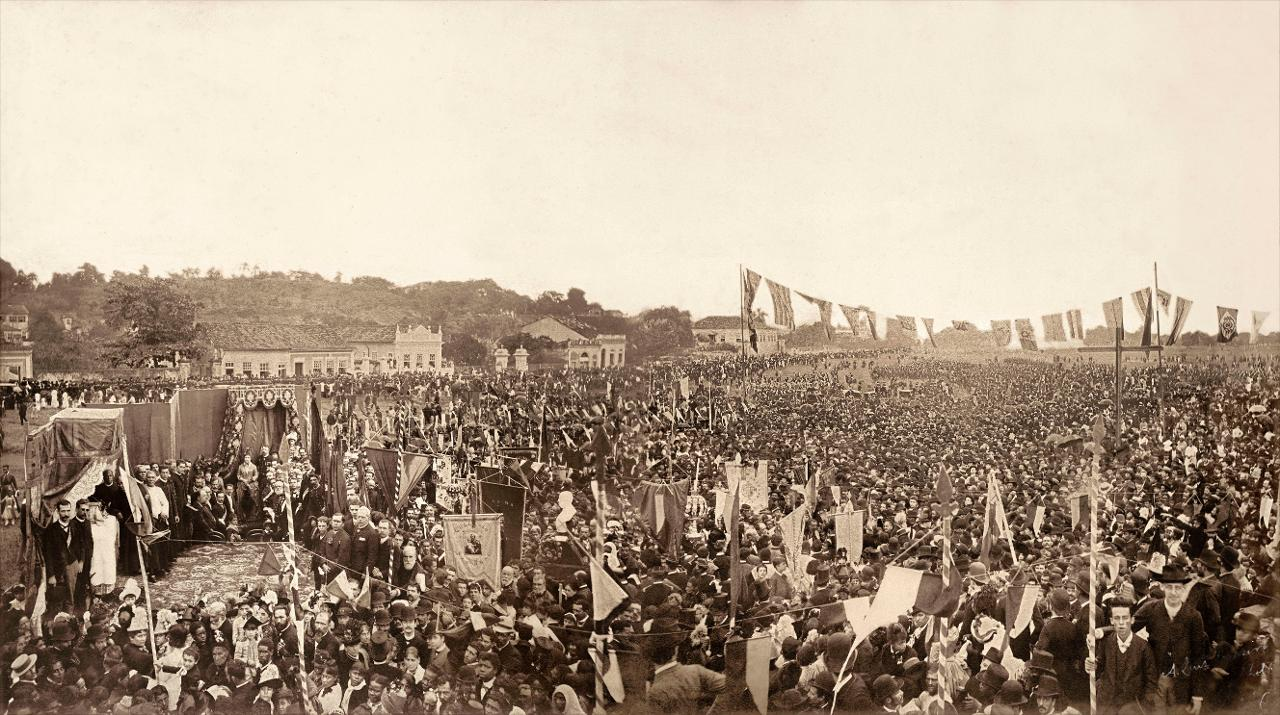
Missa campal celebrada em ação de graças pela Abolição da Escravatura no Brasil, 1888. Princesa Isabel e parte da corte, e talvez Machado de Assis, do lado esquerdo. Campo de São Cristóvão, Rio de Janeiro-RJ, Brasil. Antonio Luiz Ferreira.

### Século XX
Ao longo do século XX, a atividade fabril norteou o perfil de São Cristóvão. Logo nas primeiras décadas, houve a expansão do Porto do Rio de Janeiro, levando às sucessivos aterros na região, inclusive em sua praia, hoje já inexistente. Em 1940, foi inaugurada a Avenida Brasil, principal via de escoamento da produção do bairro. Junto com as indústrias, vieram imigrantes de todas as partes do Brasil à procura de emprego. Houve um processo de ocupação desordenada e favelização das áreas em torno das fábricas. Ao passo em que havia a ocupação de imigrantes, a classe média se moveu para os bairros da Zona Sul da cidade. Os antigos sobrados e casarões foram transformados em pequenas lojas comerciais e pensões.
Ainda nessa época, o bairro é sede no Rio de Janeiro e berço fundador do Sistema Brasileiro de Televisão, São Cristóvão era tido como o maior bairro industrial da América do Sul,  fato que nos anos 1966 e 1967, veio a ser construído o Pavilhão de São Cristóvão. Um grande centro destinado as exposições de produtos industrializados, nesse meio, o Pavilhão foi também palco de grandes eventos ligados as indústrias, muitas exposições acompanhadas com celebrações com artistas famosos aconteceram nesse lugar, até seu fechamento em meados da década de 1980.

### Século XXI
A facilidade logística e a localização privilegiada do bairro, junto ao Centro da cidade de Rio de Janeiro e principais vias de acesso, tanto para dentro do próprio município carioca, quanto intermunicipais e estaduais, fez com que um grupo formado para a execução de um projeto de revitalização do bairro, já tivesse alcançado êxito pela aprovação de um novo Plano de Estruturação Urbana para São Cristóvão, votado e aprovado em 2004. Assim, quase que imediatamente após, vários novos empreendimentos já despontam em São Cristóvão, que pelo novo plano, deverá se transformar num novo bairro, com um gabarito mais elevado e de característica também familiar, aproveitando a estrutura disponível de metrô, toda sorte de transporte urbano e, especialmente, a proximidade do Centro.
Nos próximos anos, estarão no bairro: o Centro Cultural do Funk Carioca, a Cidade do Samba II, pelo qual abrigam as escolas de samba filiadas a LIERJ e mirins. Há também planos pra construir um Museu da Ditadura Militar no antigo Gasômetro de São Cristóvão, e um teatro.

## Cultura e Religião
Além de prédios históricos espalhados pelo bairro, São Cristóvão possui diversas atividades culturais, especialmente em seus diversos museus históricos, como o Museu do Primeiro Reinado, o Museu Militar Conde de Linhares, e o Museu de Astronomia e Ciências Afins. A Quinta da Boa Vista abriga o Museu de Arqueologia Nacional e Biblioteca da UFRJ, e o Jardim Zoológico do Rio de Janeiro.
A Igreja de São Cristóvão divide com as igrejas de Santa Edviges, São Januário e Santo Agostinho, São Roque, e Santo André o posto de principal centro de culto católico do bairro. Na Rua Gotemburgo, próximo à estação de metrô do bairro, localiza-se o Grupo Mk de Comunicação, voltado para o segmento evangélico. São parte desse grupo a Gravadora MK, a Rádio 93 FM, o portal Elnet e outras ramificações. O bairro também possui instituições espíritas.
O Campo de São Cristóvão apresenta o Pavilhão de São Cristóvão, rebatizado em 2003 como Centro de Tradições Nordestinas Luiz Gonzaga. No local, é realizada de terça a domingo uma grande feira popular onde pode-se conhecer as músicas, as danças, a culinária e o artesanato típicos da Região Nordeste do Brasil. Em frente ao Campo de São Cristóvão, está localizada a sede carioca do SBT  e estava a escola de samba Paraíso do Tuiuti, que agora está próximo de sua comunidade.
Recentemente o bairro passou a abrigar a sede dos Diários Associados (Super Rádio Tupi, Nativa FM e Jornal do Commercio) que tinha sede na Rua do Livramento, no bairro da Saúde, a nova sede da rádio fica na Rua Fonseca Telles, em frente a igreja de Santa Edviges.

### Esportes
No bairro, em 1883, foi fundado o Clube de São Cristóvão Imperial, que tem sede própria na Rua General José Cristino. O Imperial ainda hoje tem, entre seus grandes beneméritos, dois membros da Família Real. Em 1898, nasceu o Club de Regatas São Christóvão, sediado inicialmente em um barracão na antiga Praia de São Cristóvão e também o Club de Regatas Vasco da Gama. Em 1909, nasceu o São Christóvão Athlétic Club, fundindo-se ao clube de regatas em 1941, criando o atual clube São Cristóvão de Futebol e Regatas. O clube revelou um dos maiores talentos do futebol brasileiro nas últimas décadas: Ronaldo Luiz Nazário de Lima, o "Fenômeno". Em 1927, foi inaugurado o Estádio São Januário pertencente ao Club de Regatas Vasco da Gama. Em 1998, a área onde fica o Estádio do Vasco da Gama foi desmembrada, ao ser criado o bairro Vasco da Gama, embora praticamente ninguém o chame assim.

### Incêndio no Museu Nacional
Em 2 de setembro de 2018, um incêndio toma conta do Museu Nacional, cujo edifício que abriga o Museu é o Palácio de São Cristóvão, que na época estava fazendo duzentos anos de existência.
O incêndio tomou conta de todos os três andares do edifício, afetando centenas de obras, algumas pioneiras da história do Brasil, incluindo o esqueleto de Luzia, o esqueleto mais antigo do Brasil.
Em uma nota do governo de Portugal, afirmou-se que: " [Uma] profunda tristeza pela perda de um acervo histórico e científico insubstituível" e afirmou estar "inteiramente disponível para, no que for útil e possível, colaborar na procura da reconstituição deste importante patrimônio identitário, não apenas do Brasil, mas de toda a América Latina e do mundo".

## Educação
Entre outras, o bairro de São Cristóvão sedia uma das mais tradicionais instituições de ensino do país: o Colégio Pedro II, por onde passaram muitas personalidades ilustres da História do Brasil. Esta unidade do Colégio Pedro II já foi alvo de um incêndio, fato que levou a unidade a ser totalmente reconstruída. São Cristóvão sedia também a Escola Técnica Estadual Adolpho Bloch, a primeira e única escola pública em comunicação da América Latina, pertencente à Fundação de Apoio à Escola Técnica. O bairro também abriga o Educandário Gonçalves de Araújo, histórica instituição de ensino fundada em 1900.

## Saúde
Entre outros serviços, a região conta com uma unidade dos hospitais da Rede D'Or: o Hospital Quinta D'Or, desde 2001. Conta também com o Hospital de Clínicas Dr. Aloan (desde 1962),  o Hospital Maternidade Fernando Magalhães (desde 1955) e  o Centro Municipal de Saúde Ernesto Zeferino Tibau Junior, unidade de atenção primária à saúde (inaugurado em 13 de junho de 1956).